# Hyphessobrycon balbus
Hyphessobrycon balbus är en fiskart som beskrevs av Myers 1927. Hyphessobrycon balbus ingår i släktet Hyphessobrycon och familjen Characidae. Inga underarter finns listade i Catalogue of Life.